# ძ
Dzil (ძილ), este cea de-a douăzeci și opta literă a alfabetului georgian.

## Transliterație
| Literă | Nume | Național | ISO 9984 | Laz | IPA  |
| ------ | ---- | -------- | -------- | --- | ---- |
| ძ      | jil  | Dz dz    | J j      | Ž ž | /dz/ |

## Reprezentare în Unicode
- Asomtavruli Ⴛ : U+10BB
- Mkhedruli și Nuskhuri ძ : U+10EB